# Хусейния

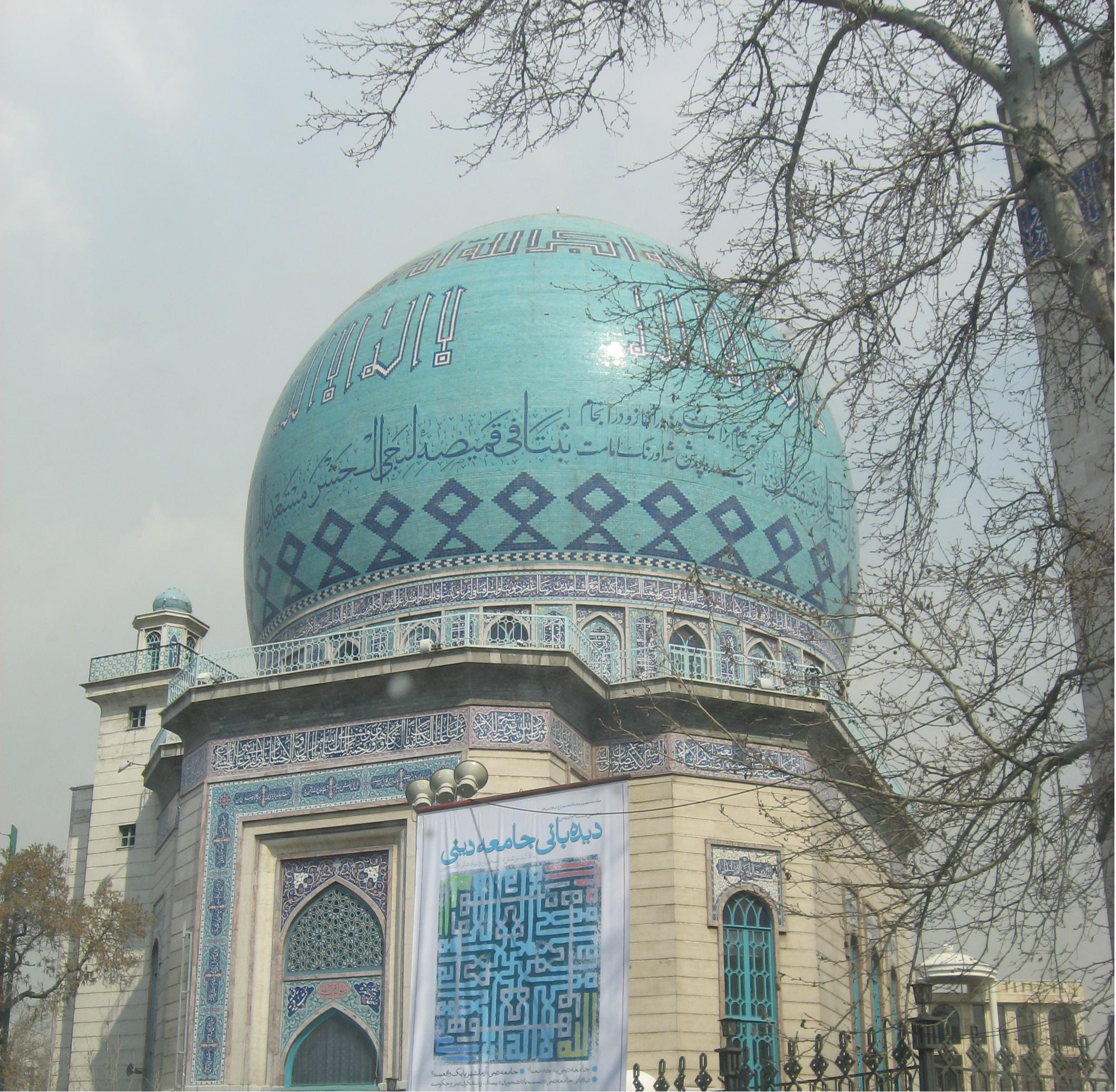
Хусейния Эршад в Тегеране (Иран)

Хусейния (араб. حسينية‎), также известный как ашур-хана, имамбарган и текья — место, в которых собираются шииты для проведения траурных мероприятий в день ашура (тазия). Название происходит от имени Хусейна ибн Али, внука пророка Мухаммеда и третьего имама шиитов. Ежегодно шииты оплакивают Хусейна, убитого 10 октября 680 г. в Кербеле (Ирак).

## Особенности

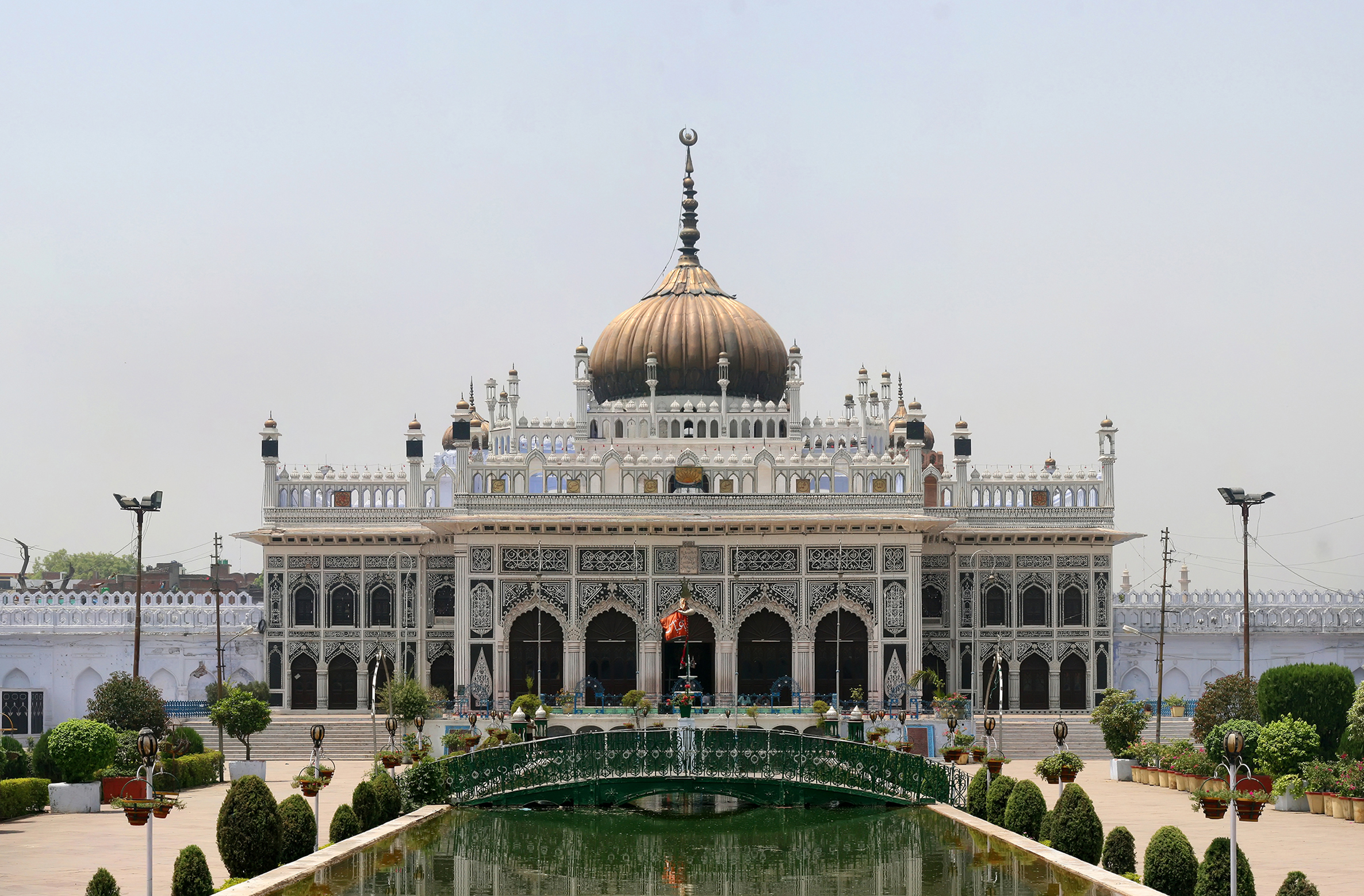
Чхота имамбара в Лакхнау (Индия)

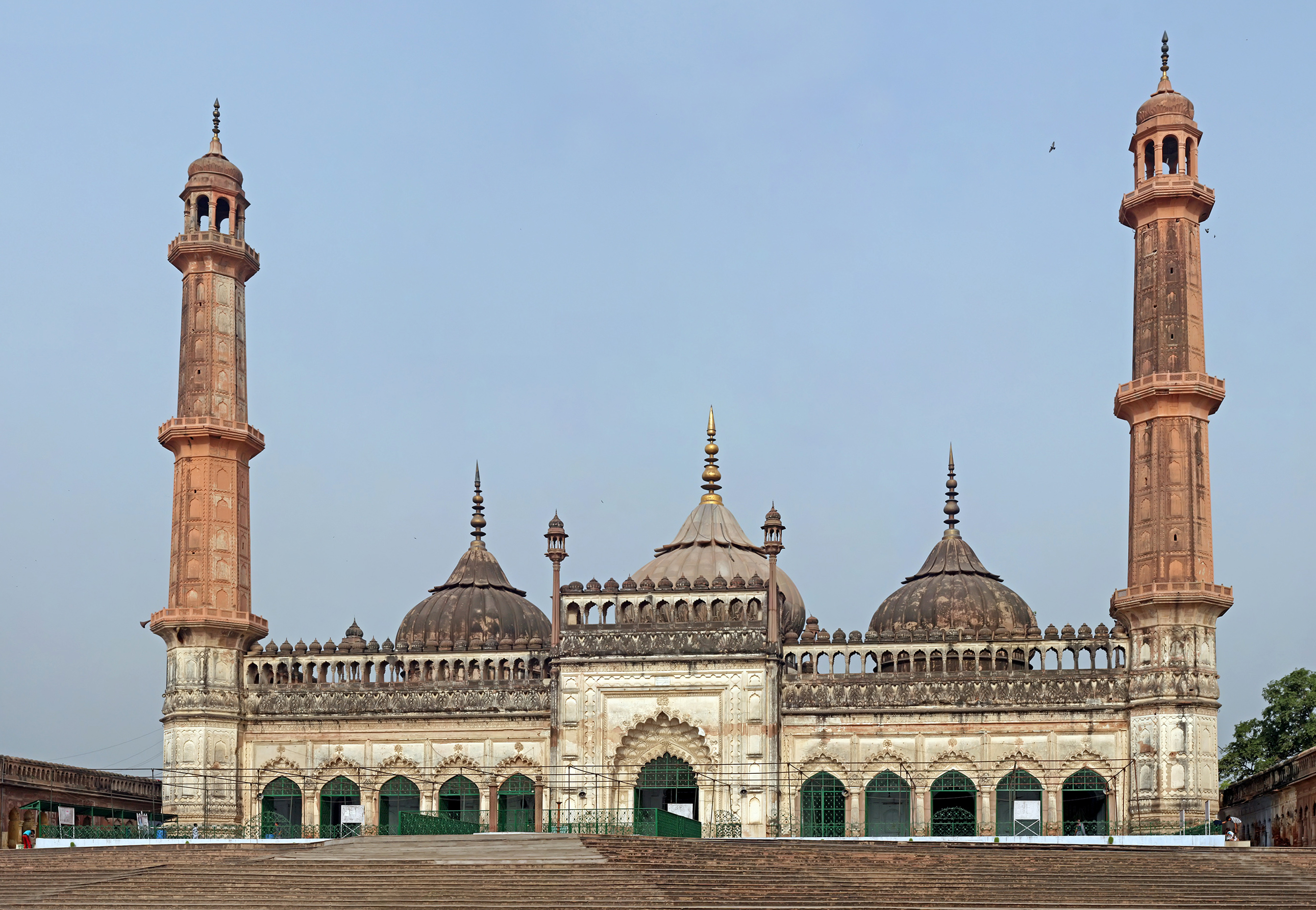
Бара имамбара в Лакхнау (Индия)

Хусейния отличается от мечети тем, что она предназначена в основном для собраний на время траура по Хусейну ибн Али.
В Южной Азии Хусейния имеет названия имамбара, имамбарган или ашур-хана. В Бахрейне и ОАЭ она называется ма’там (араб. مأتم‎), в Афганистане и Центральной Азии — текья-хана. Хусейния, как правило, строилась на главной улице и площади, во дворах караван-сараев, а также на территории гробниц и прочих мест поклонения.

## Список известных Хусейний
- Бадшани ашурхана[англ.] (Хайдарабад)
- Бара имамбара[англ.] (Лакхнау)
- Имамбара Гуфран Мааб[англ.] (Лакхнау)
- Имамбарган Колонел Маубоул Хусейн[англ.] (Равалпинди)
- Низамат имамбара[англ.] (Муршидабад)
- Текья Муавин-аль-Мулька (Керманшах)[2]
- Хосейния Эршад[англ.] (Тегеран)
- Чхота имамбара[англ.] (Лакхнау)